# Panorpa claripennis
Panorpa claripennis är en näbbsländeart som beskrevs av James Stewart Hine 1901. Panorpa claripennis ingår i släktet Panorpa och familjen skorpionsländor. Inga underarter finns listade i Catalogue of Life.